# 경성고등보통학교 (경성군)

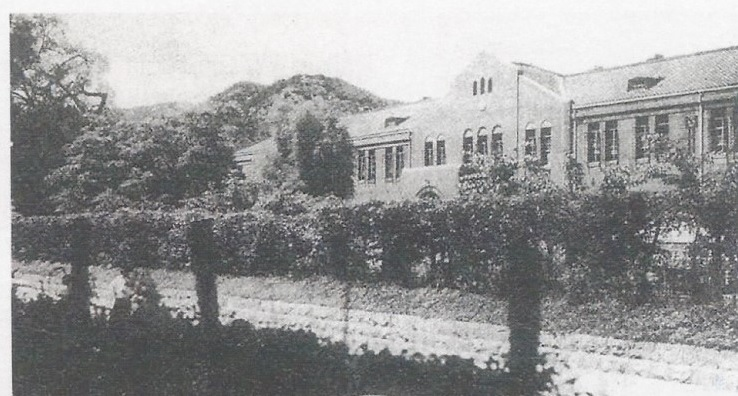

경성고등보통학교(鏡城高等普通學校)는 함경북도 경성군에 위치한 학교이다.

## 함북의 명문 경성고보(鏡城高普)
1922년 3월 31일 조선총독부 칙령 제151호에 의거 서울과 수원에 5개의 전문학교와 각 도에 고등보통학교 설립을 공고하면서 함경북도에는 구한말 관찰 청(도청)이 있던 경성에 제11 관립으로 고등보통학교 설립 예정지로 정하고 정원 100명으로 인가시켰다.
- 1922년 3월 31일 관립으로 경성고등보통학교 교명을 지정
- 1922년 4월 28일 105명(지원자 461명)이 첫 입학, 교사는 구한말 관찰청 건물을 사용하다가 2년 후 본관 2층이 완공 그 후 강당, 실험실, 도서관, 특별교실, 기숙사, 교사사택 준공
- 1926년 1월 13일 관립에서 공립이 되면서 경성공립고등보통학교로 변경
- 1927년 8월 5일 경성고보 동창회 발족, 역대 교장 중 1명이 당연직 회장을 맡고 김하경(1회졸업)이 광복까지 부회장 겸 실무담당
- 1929년 9월 23일 제1회 경성제국대학 예과 주최, 조선 중등부 전국 축구대회에서 첫 우승
- 1929년 12월 광주학생 운동을 알리는 전단 살포사건 발생
- 1930년 1월 15일 광주학생 연계, 전교생 5백여 명이 1차 항일 시위 감행
- 1930년 1월 17일 하학 시를 붉은 푯말 기를 들고 연행, 학생들 석방을 요구하며 2차 항일 시위를 감행하며 대부분 학생이 구속됨
- 1930년 3월 8일 항일 투쟁에 가담한 학생을 퇴학시키자 3학년 학생이 주축이 되어 동맹휴학 단행
- 1930년 3월 12일 항일 사건 가담자 중 주모학생 11명 청진지방법원에서 8개월~1년 징역형 선고, 학교 측 징계로 시위 참가자 300여명 퇴학 처분
- 1931년~33년 경성제국대학 예과 주최, 조선 중등부 전국 축구대회에서 3연패 우승
- 1938년 4월 1일 경성고등보통학교가 경성중학교로 교명 변경, 일제 강점기 조선어 폐지
- 1939년 4월 교내에서 조선어 사용금지, 일본식 성명 강요, 황국신민화 교육 시행
- 1944년 4월 1일 학제 5년에서 4년으로 단축
- 1945년 8월 15일 광복 후 황철산(1회 졸업) 교장 취임
- 1948년 4월 경성고급중학교로 교명이 변경되면서 이후 학제 개편과 남녀공학 수성고급중학교로 개칭
- 2014년 초순 모교 자리에 경성의학전문학교를 개교 (탈북자 제보) 8·15 광복 후 24회가 마지막 졸업생이다.

## 학교 동문
- 김규동 - 전 시인
- 김 철 - 민주사회당
- 김연준 - 한양대 설립자, 총장 및 이사장
- 김입삼 - 전 전경련 상근 부회장
- 김구남 - 전 제주지방법원장
- 황부길 - 전 4대 해무청장 및 한국해양대학교 6대 총장
- 박시인 - 전 서울대 인문대학 영문학 교수
- 안현진 - 전 산부인과 병원장
- 조요한 - 전 숭실대 총장
- 신동훈 - 전 서울대 의과대학장
- 신상옥 - 전 영화감독
- 이창룡 - 전 건국대 국문학과 교수
- 박송배 - 전 KAIST 교수
- 마경석 - 전 삼성엔지니어링 사장
- 진승록 - 전 초대 고시위원장
- 주완철 - 전 성균관대 교수
- 장경석 - 전 육군 소장
- 박석련 - 전 한양대부속병원 원장
- 윤상송 - 전 한국해양대학교 9대 총장
- 남 철 - 전 주 아르헨티나 대사
- 김우근 - 전 외환은행 은행장
- 김용권 - 전 서강대 문과대학 학장
- 조철화 - 전 대한적십자사 사무총장